# Sud Aviation Super-Caravelle
De Sud Aviation Super-Caravelle zijn versies van de Sud Aviation SE 210 Caravelle, een straalvliegtuig voor de middellange afstand. Dit toestel werd gebouwd door de Franse vliegtuigbouwer Sud Aviation.
Er zijn drie vliegtuigtypes waarvoor de naam Super-Caravelle is gebruikt:
- De supersonische versie van de Caravelle. De ontwikkeling van dit vliegtuig begon in 1960. Dit toestel is nooit in productie genomen omdat Sud Aviation vanaf november 1962 samen met het Britse BAC de Concorde ontwikkelde en bouwde. Aanvankelijk werden er twee versies van de Concorde voorgesteld, een middellange- en langeafstandversie. De op de Super Caravelle gebaseerde versie was voor de middellange afstand met een bereik van 3000 km. Hiervoor bleek weinig belangstelling te zijn bij luchtvaartmaatschappijen, waardoor alleen de langeafstandversie (6000 km), gebaseerd op de Bristol 223, verder ontwikkeld en gebouwd is.

Later is de naam Super-Caravelle gebruikt voor twee verlengde versies van de Caravelle:
- De Caravelle SE 210B was met 33,01 m een meter langer dan de voorgaande versies. Er was plaats voor 105 passagiers. Van deze versie werden in 1964 22 stuks gebouwd. Het type bleef tot 2005 in dienst. Latere versies van de Caravelle (de 10R, 11R en 12) waren alle gebaseerd op de 210B.
- De Caravelle 12 was de laatste en grootste versie (36,24 meter lang) en bood plaats aan 140 passagiers. Er zijn 12 exemplaren gebouwd vanaf 1972.